# Neopolyptychus septentrionalis
Neopolyptychus septentrionalis är en fjärilsart som beskrevs av Robert H. Carcasson 1968. Neopolyptychus septentrionalis ingår i släktet Neopolyptychus och familjen svärmare. Inga underarter finns listade i Catalogue of Life.